# ناحیه ون بورن، شهرستان دارک، اوهایو
ناحیه ون بورن، شهرستان دارک، اوهایو (به انگلیسی: Van Buren Township, Darke County, Ohio) یک سکونتگاه مسکونی در ایالات متحده آمریکا است که در شهرستان دارک، اوهایو واقع شده‌است.

## خصوصیات
ناحیه ون بورن ۶۵٫۸ کیلومترمربع مساحت و ۱٬۵۷۳ نفر جمعیت دارد و ۳۱۵ متر بالاتر از سطح دریا واقع شده‌است.